# Amphilophus margaritifer
Espèce
Statut de conservation UICN

 EN B1ab(iii)+2ab(iii) : En danger
Amphilophus margaritifer est une espèce de poissons de la famille des Cichlidés endémique du Guatemala.